# Siget
Siget (cyr. Сигет) – wieś w Serbii, w Wojwodinie, w okręgu północnobanackim, w gminie Novi Kneževac. W 2011 roku liczyła 198 mieszkańców.